# Canadá en los Juegos Paralímpicos de Vancouver 2010
Canadá estuvo representado en los Juegos Paralímpicos de Vancouver 2010 por un total de 46 deportistas, 32 hombres y 14 mujeres.

## Medallistas
El equipo paralímpico canadiense obtuvo las siguientes medallas:
| Nombre                                                              | Deporte                    | Evento                                       |
| ------------------------------------------------------------------- | -------------------------- | -------------------------------------------- |
| Oro                                                                 |                            |                                              |
| Ina Forrest Sonja Gaudet Jim Armstrong Darryl Neighbour Bruno Yizek | Curling en silla de ruedas | Torneo mixto                                 |
| Lauren Woolstencroft                                                | Esquí alpino               | Descenso de pie femenino                     |
| Lauren Woolstencroft                                                | Esquí alpino               | Eslalon de pie femenino                      |
| Lauren Woolstencroft                                                | Esquí alpino               | Eslalon gigante de pie femenino              |
| Lauren Woolstencroft                                                | Esquí alpino               | Supergigante de pie femenino                 |
| Lauren Woolstencroft                                                | Esquí alpino               | Supercombinada de pie femenino               |
| Viviane Forest                                                      | Esquí alpino               | Descenso discapacidad visual femenino        |
| Brian McKeever                                                      | Esquí de fondo             | 1 km velocidad discapacidad visual masculino |
| Brian McKeever                                                      | Esquí de fondo             | 10 km discapacidad visual masculino          |
| Brian McKeever                                                      | Esquí de fondo             | 20 km discapacidad visual masculino          |
| Plata                                                               |                            |                                              |
| Viviane Forest                                                      | Esquí alpino               | Eslalon discapacidad visual femenino         |
| Viviane Forest                                                      | Esquí alpino               | Supergigante discapacidad visual femenino    |
| Viviane Forest                                                      | Esquí alpino               | Supercombinada discapacidad visual femenino  |
| Josh Dueck                                                          | Esquí alpino               | Eslalon sentado masculino                    |
| Colette Bourgonje                                                   | Esquí de fondo             | 10 km sentado femenino                       |
| Bronce                                                              |                            |                                              |
| Karolina Wisniewska                                                 | Esquí alpino               | Eslalon de pie femenino                      |
| Karolina Wisniewska                                                 | Esquí alpino               | Supercombinada de pie femenino               |
| Viviane Forest                                                      | Esquí alpino               | Eslalon gigante discapacidad visual femenino |
| Colette Bourgonje                                                   | Esquí de fondo             | 5 km sentado femenino                        |